# Jemgum
Jemgum est une municipalité allemande du land de Basse-Saxe et l'arrondissement de Leer.

## Personnalités liées à la ville
- Claas Hugo Humbert (1830-1904), écrivain né à Ditzum.